# Sárchos
Sárchos (en grec moderne : Σάρχος), est un village du dème de Malevízi, de l'ancienne municipalité de Krousónas, dans le district régional d'Héraklion, en Crète, en Grèce. Selon le recensement de 2011, il compte 165 habitants. Le village est situé à environ 22 km d'Héraklion.
À l'ouest du village se trouve la grotte historique de Sárchos, d'une longueur totale de 2 km. En 1866, à la suite d'une attaque turque, elle sert de refuge pour les femmes et enfants du village.

## Source de la traduction
- (el) Cet article est partiellement ou en totalité issu de l’article de Wikipédia en grec moderne intitulé « Σάρχος Ηρακλείου » (voir la liste des auteurs).